# Església de Sant Joan Baptista (Arico)
L'església de Sant Joan Baptista, està situada al terme municipal d'Arico, illa de Tenerife (Canàries, Espanya). El seu entorn constitueix el conjunt arquitectònic més destacat de la Vil·la d'Arico. Aquesta va ser declarada monument històric artístic en 2005.

## Història
La fundació de la primitiva ermita de Sant Joan en Arico es pot datar a la fi del segle xvi pel capità Juan González Mexía. Pertanyia a la jurisdicció administrativa i parroquial de Sant Pere de Vilaflor, creada a principis del segle segle xvi i parròquia matriu de tot el sud insular. La primitiva ermita va ser erigida parròquia en 1639, segregant-se de la de Sant Pere de Vilaflor a instàncies dels principals veïns d'Arico, inductors de l'aixecament de l'església parroquial de Sant Joan Baptista, a principis del segle xvii, els qui van dotar la confraria del Santíssim Sagrament d'aquesta parròquia.

## Característiques generals

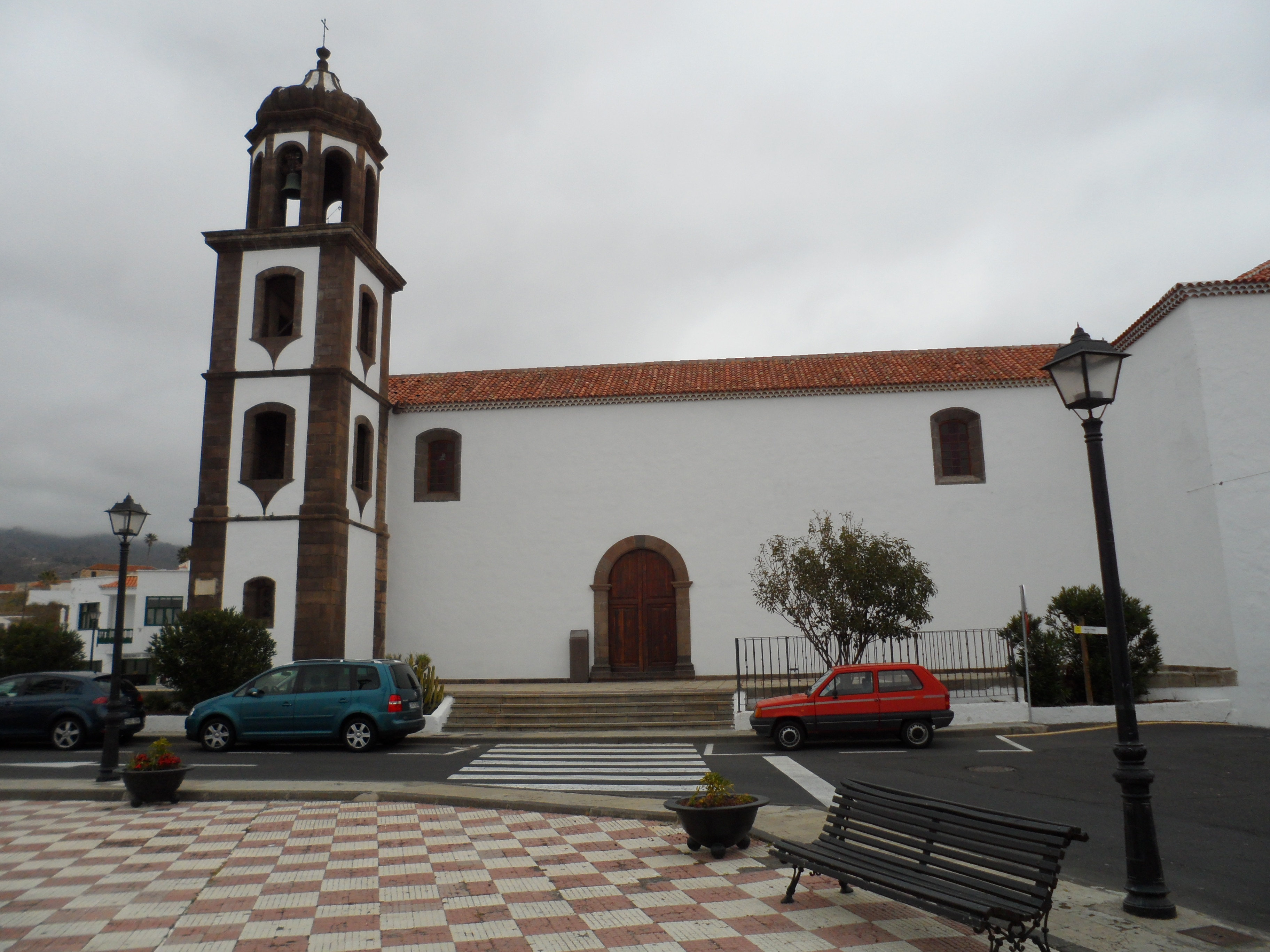
Lateral de l'Església de Sant Joan Baptista.

L'edifici actual data del segle xviii, consta d'una sola nau, amb capella major i dos col·laterals en forma de creu llatina, i sostres artesonats. Iniciat en 1747 pel mestre Juan d'Armes, important alarif de La Orotava, cridat per engrandir el temple, a causa del creixement poblacional, va aixecar la capella major que s'acabaria en 1755.
En aquest any es va escometre la construcció de l'artesonat i el sostre de la capella major, pel mestre assemblador Juan Perera. Juan d'Armes va llaurar, a més, els arcs de la capella major i de l'escalinata del presbiteri, i va asseure l'arc i l'escala; es va fer la sagristia nova i es va fabricar la nau. La façana principal, obra també de Juan d'Armes, està adornada amb frontó de pedra, columnes i cristalls a l'estil jònic i, rematada en cornisa de pedra amb pinacles. Pel costat sud té adossada una torre quadrangular de tres cossos, rematada per un templet octogonal i una cúpula tardana, realitzats a mitjans del segle xix per Antonio Martín Bautista, ajudat pels Silvestres, procedents de Gran Canària.
Encara que construïda dins de les dates que fiten el barroc, presenta en la volta de creueria del primer cos de la torre un exemple del gòtic tardà, realitzada en pedreria que havia de procedir de la zona sud de l'illa; l'església, com a mostra de l'arquitectura religiosa tradicional, presenta un predomini de la maçoneria i la fusteria sobre la pedreria, tal com dictava el mitjà. La façana, clarament barroca, realitzada en pedreria s'assembla a la de San Francisco a Santa Cruz de Tenerife i a la de Granadilla.
Entre els tresors artístics, destaquen la imatge de la Verge d'Abona, d'estil gòtic castellà, trobada a la platja en 1722, la Verge del Rosari, de 1684, una imatge policromada del Crist de Costa Ferma, de finals del segle xvii, portada d'Amèrica, la Verge del Carmen, d'escola gaditana, datada cap a 1767, Sant Joan Baptista, talla del segle xvii. Dins de l'orfebreria sobresurten una custòdia de plata daurada i repujada, de mitjans del segle xviii, un bell calze de plata sobredorada, del segle segle xvii, un altre calze de plata daurada, d'estil barroc i escola italiana, adquirit en 1710 i una valuosa creu processional de plata en el seu color.
Adossada a l'església, en el seu costat dret, està la casa parroquial, afegida a la fi del segle segle xix, principis del segle xx.

## Galeria

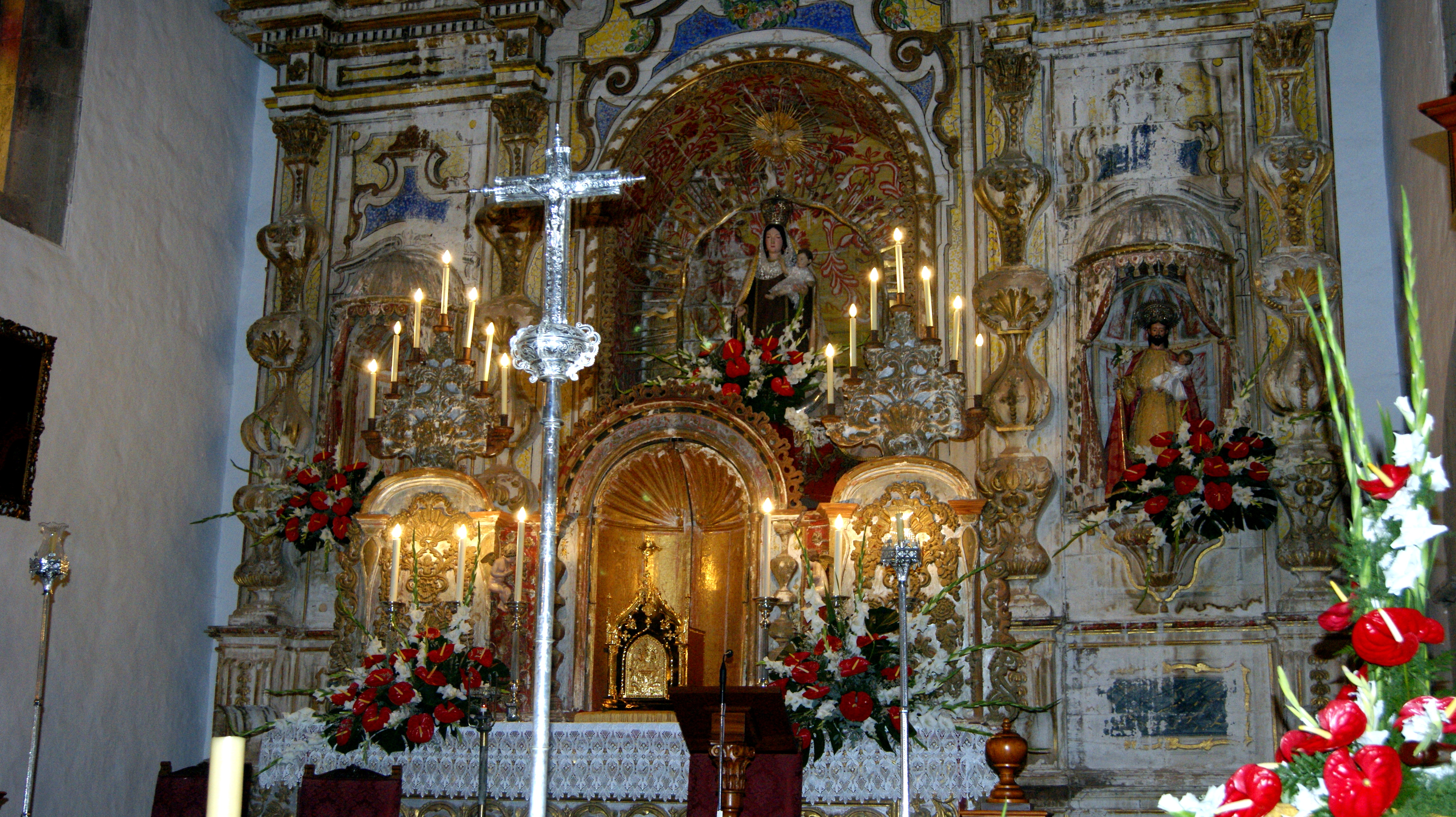
Retaule Major, església de Sant Joan Baptista.
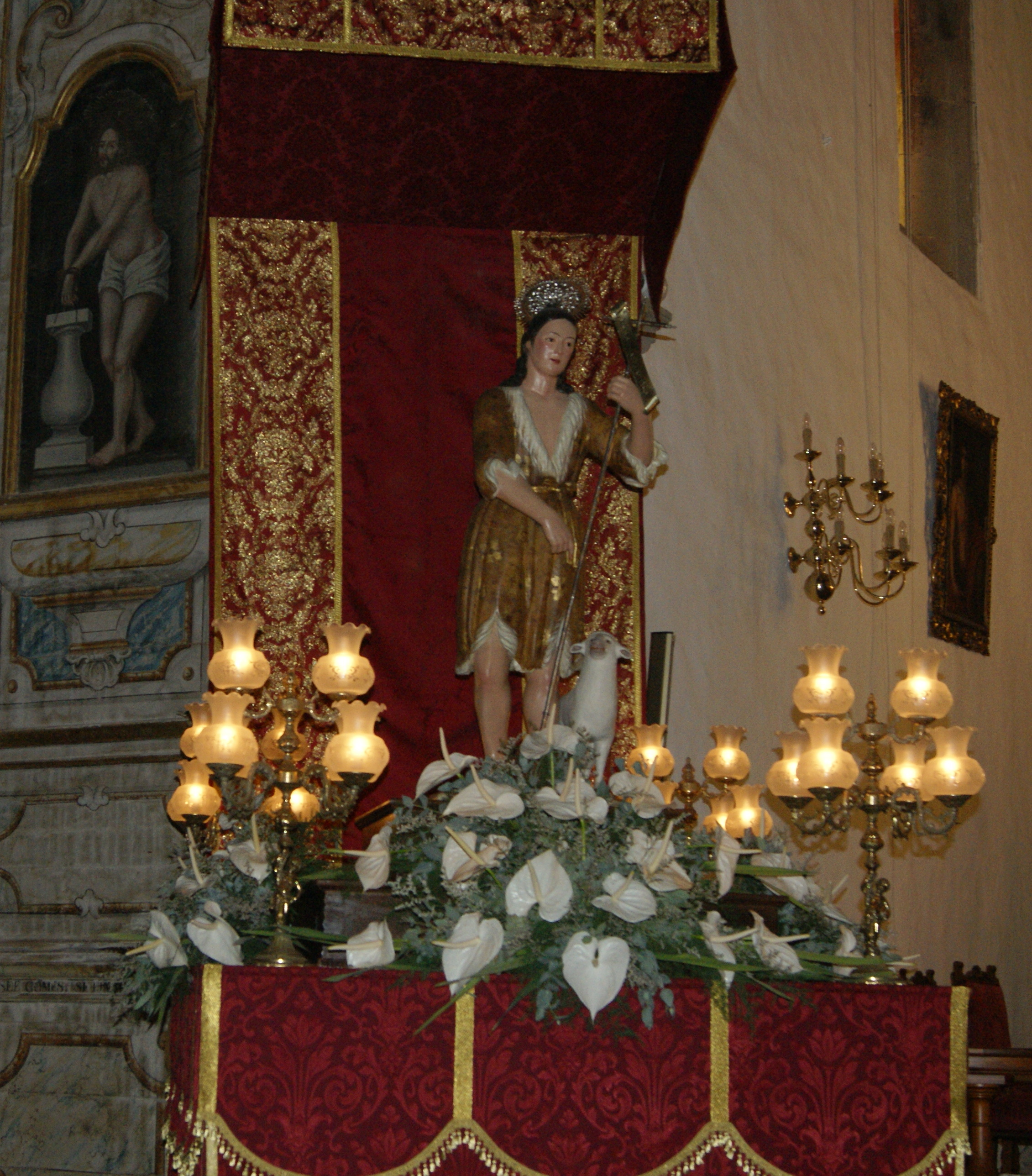
Sant Joan Baptista en el seu tron per a les seves festes.
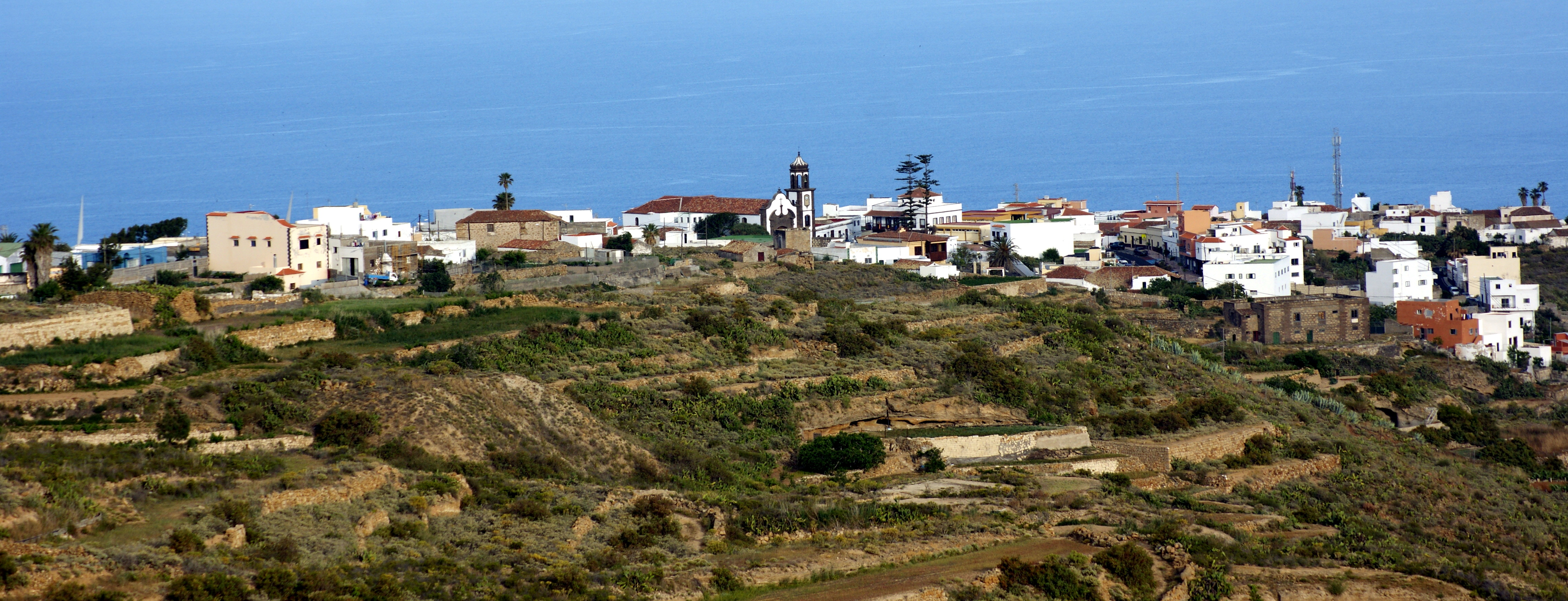
Vil·la d'Arico.
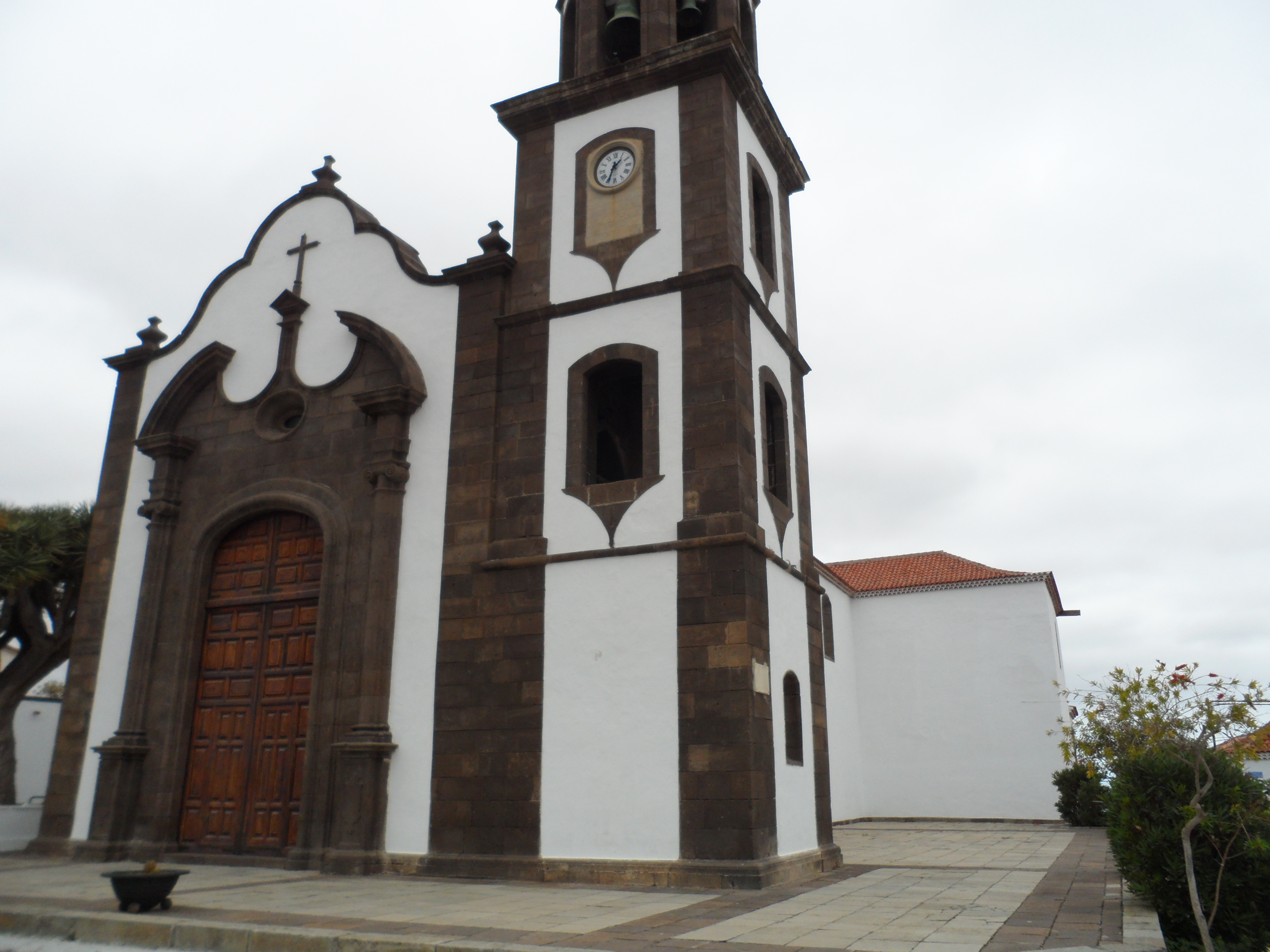
Església de Sant Joan Baptista.
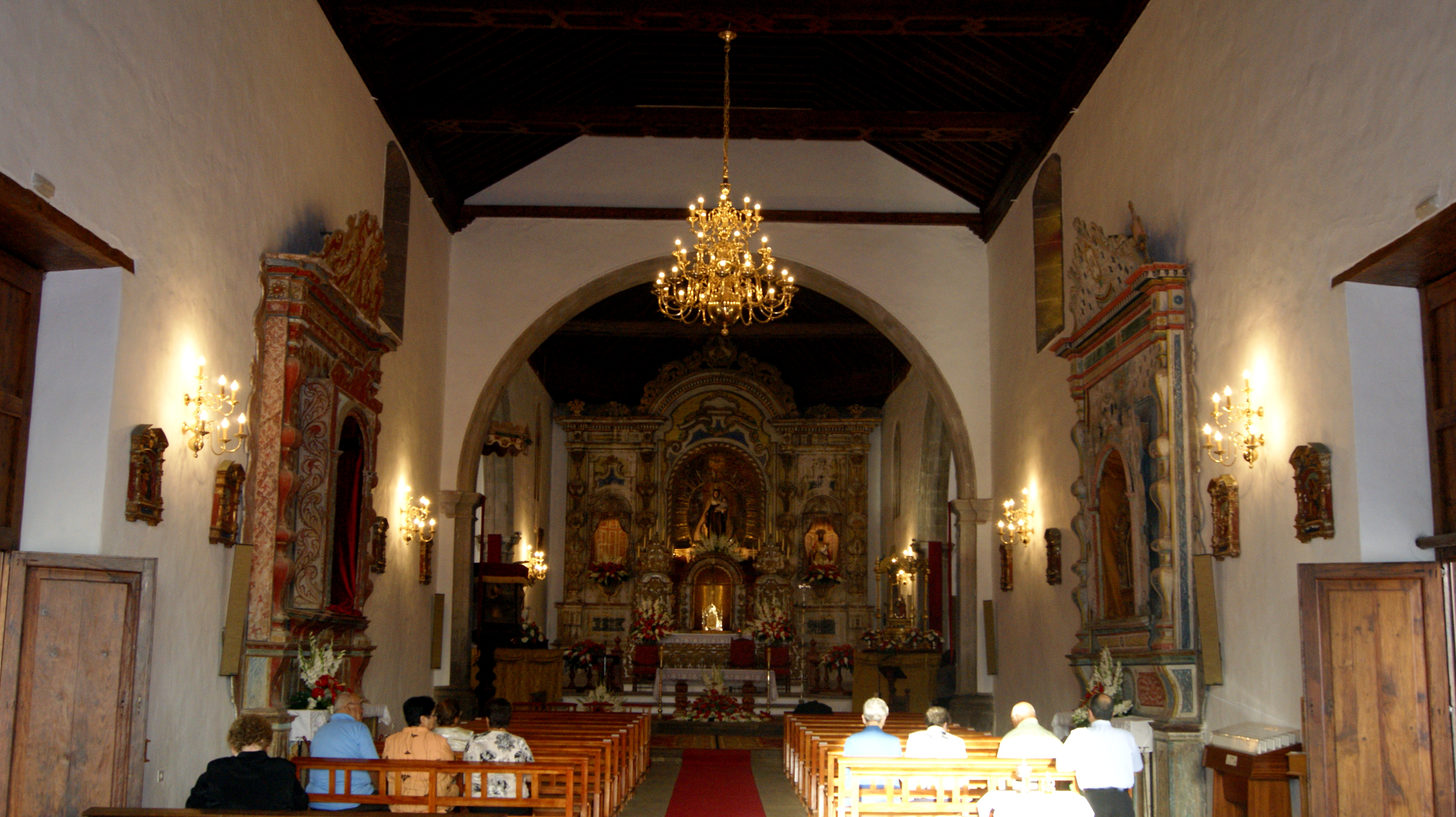
Interior de l'església de Sant Joan Baptista.